# Argyria centrifugens
Argyria centrifugens là một loài bướm đêm trong họ Crambidae.